# ロイヤル砦の戦い
ロイヤル砦の戦い（Battle of Fort LoyalまたはLoyall）は、1690年5月20日に行われたウィリアム王戦争中の戦闘である。ジョゼフ＝フランソワ・エルテル・ド・ラ・フレニエールとジャン＝ヴァンサン・ダバディ・ド・サンキャスタンが、自らの連隊のみならず、アベナキ同盟のインディアン（ニューブランズウィック、メデュクティクのミクマク族とマリシート族）を率いて、当時はマサチューセッツ湾植民地の一部であったファルマスネック（現在のメイン州ポートランド）のイングランド人集落を襲ったものである。
ここの駐屯隊の隊長は大尉のシルヴァヌス・デイヴィスであった。デイヴィスは1680年、フォルマスでインディアン戦争に備えた任務に着いたが、1690年に捕虜となり、翌年ニューイングランドに戻った。この戦闘から2日後、集落にあったロイヤル（Loyal、Loyallとも綴る）砦は陥落した。集落の家屋や建物と、砦柵をめぐらせたロイヤル砦とが焼き払われ、人々は殺害されあるいは捕虜となった。カスコにあったこの砦の陥落により、メインの人口は減少した。このため、インディアン軍は、ニューハンプシャーとメインとの境界を、何ら報復されることもなしに襲撃することができた。

## 歴史的背景

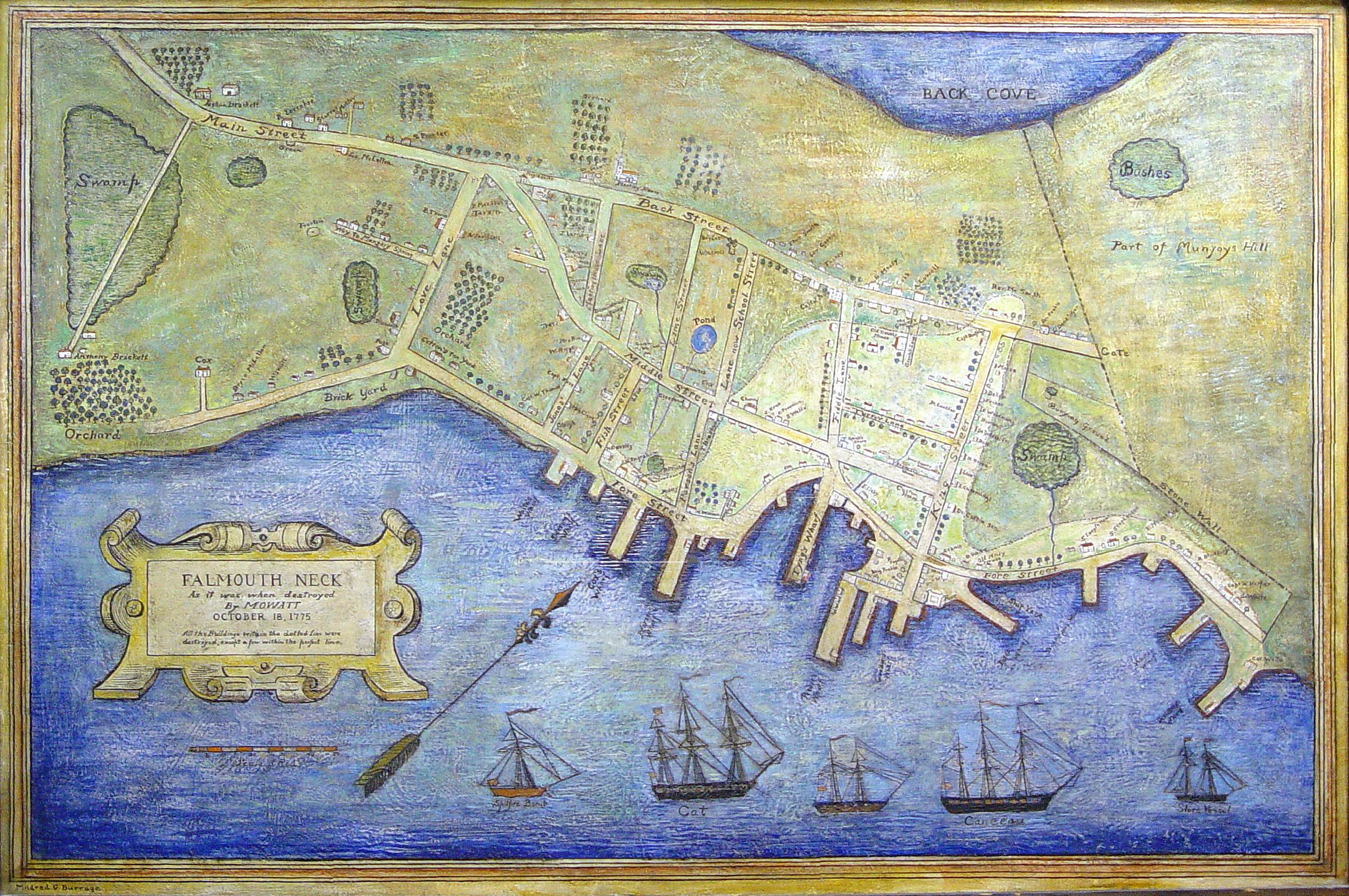
1775年当時のフォルマスネックの地図

フォルマスにできた初めての駐屯地がロイヤル砦であった。1678年当時、この砦はインディアストリートの起点にあり、ウィリアム王戦争が続いていた1689年9月21日、ベンジャミン・チャーチがアカディアに遠征する際に、フォルマスにとどまろうとするイングランド系住民を、250人部隊と共に守った場所でもある。この時、兵士21人がインディアンに殺されたものの、チャーチはこの防衛に成功し、インディアンたちは撤退した。その後チャーチは、無防備なイングランド系住民の一団を残してボストンへ戻った。エルテルは1690年にフロンテナック総督から、メインとニューハンプシャーの境界にあるサーモンフォールズの襲撃の指揮を命じられ、成功を収めた。その後、エルテルはロイヤル砦の攻略にフォルマスネックに向かった。

## 戦闘

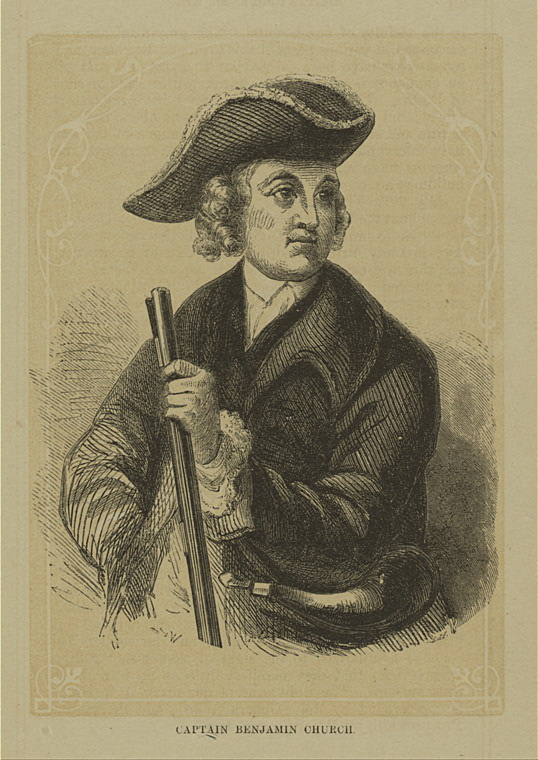
ベンジャミン・チャーチ

1690年5月、フレニエールとサンキャスタンが率いる、400人から500人規模のフランスとインディアンの軍勢が、フォルマスネックのイングランド系住民の集落を襲った。軍勢と住民の人数差は歴然としており、住民は4日間持ちこたえた末に降伏した。最終的に200人が殺され、遺体が山となって積まれた。1716年に新たなインディアン戦争が始まった時、フォルマスネックの行政官は、この大敗を再び繰り返すよりはましだということで、砦を壊し、駐屯隊を撤退させることにした。

## イングランド系住民のその後
1690年の夏の終わり、チャーチはフォルマスに戻って来て、遺体を埋葬した。
連行された100人の捕虜の中には、ニューイングランドの住民ジェームズ・アレクサンダーもいた。アレクサンダーとジョン･ガイルズは、セントジョン川に沿った、ニューブランズウィックのメデュクティクのインディアン集落にある、マリシート族の拠点に連れて行かれた。イングランド人漁師数人に友人を殺されたミクマクの2家族が、遠路はるばる、捕虜たちに復讐をしようとやって来ており、伝えられるところによると、彼らはイングランド系住民を殺して、その回りで大声で叫び、かつ踊った。そして遺体を空中に放ってから投げ出し、髪の毛をつかんで遺体を叩いた。しばしば、斧を使って叩くこともあった。インディアンたちは終日これを行い、捕虜にも踊りかつ歌うように無理強いした。夜には彼らは疲れ切ってしまっていた。この、拷問的行為を2回やらされたアレクサンダーは森へと逃げたが、空腹に勝てず再び捕えられた。彼がその後どうなったかは不明である。
ディヴィスは捕虜として4カ月をカナダで過ごした、フォルマスと、やはりメインの集落であるアロウシックは、それぞれ、1714年と1716年まで無人のままだった。